# ویومیا تیوس
ویومیا تیوس (به انگلیسی: Wyomia Tyus) ورزشکار زن رشتهٔ دو و میدانی اهل ایالات متحده آمریکا است. وی در بین سال‌های ‎۱۹۶۴ تا ۱۹۶۸ میلادی در مسابقات بازی‌های المپیک تابستانی در مجموع ۴ مدال، شامل ۳ مدال طلا و ۱ نقره را کسب کرد.